# (11029) 1988 GZ
1988 جي زد (ويعرف أيضًا باسم (11029) 1988 جي زد وفق تسمية الكوكب الصغير) (بالإنجليزية: 1988 GZ)‏ هو كويكب ضمن حزام الكويكبات؛ وترتيبه 11029 من حيث الاكتشاف.
اكتُشف هذا الجُرم الفلكي بواسطة Poul Jensen (astronomer) ‏ في 9 أبريل 1988.

## وصلات خارجية
- (11029) 1988 GZ في قاعدة بيانات مختبر الدفع النفاث لأجرام النظام الشمسي الصغيرة

- الاكتشاف · مخطط المدار ·  العناصر المدارية · المعلمات المادية

- (11029) 1988 GZ على موقع ويكي سكاي: DSS2, SDSS, GALEX, IRAS, Hydrogen α, X-Ray, Astrophoto, Sky Map, Articles and images